# Forbice denaro-lettera
Nel modello domanda e offerta, la forbice denaro-lettera (o differenza denaro-lettera, in inglese bid-ask spread) è la differenza fra il prezzo lettera e il prezzo denaro.

## Prezzo lettera (ask)
Il "prezzo lettera" (in inglese ask price o semplicemente ask), chiamato anche "prezzo di offerta", è il prezzo minimo che un venditore è disposto ad accettare per vendere uno strumento finanziario.
Questo significa che il prezzo ask è il prezzo minimo a cui l'investitore che compra potrà acquistare il suddetto strumento finanziario.

## Prezzo denaro (bid)
Il "denaro" (in inglese bid price o semplicemente bid), chiamato anche "prezzo di domanda", è il prezzo massimo che un compratore è disposto a pagare per acquistare uno strumento finanziario.
Questo significa che il prezzo bid è il miglior prezzo a cui un investitore in possesso del suddetto strumento finanziario potrà venderlo sul mercato.

## Esempio sulle valute
Per esempio, a un cambio Euro/Dollaro 1,2645/1,2647 chi chiede il prezzo potrà: vendere Euro a 1,2645 Dollari (BID ricevuto dalla controparte che acquista gli Euro al prezzo che ha fissato) oppure comprare Euro a 1,2647 Dollari (OFFER o ASK ricevuto dalla controparte che pertanto dovrà sempre rispondere con i due lati, denaro e lettera).
Gli operatori successivi sul mercato dell'Euro nel fare i prezzi tenderanno ulteriormente ad alzare i prezzi per l'acquisto e ad abbassarli per le vendite.